# Namangi Aute
Namangi Aute – vanuacka partia polityczna, powstała początkowo jako ruch polityczny w 1975 na wyspie Malekula. 

## Historia ugrupowania
Namangi Aute powstała jako ruch polityczny w 1975 przez Aimé Maléré jako odłamowa frakcja Ruchu na rzecz Autonomii Nowych Hebrydów (Mouvement autonomiste des Nouvelles-Hébrides; MANH). Ugrupowanie skupiało wtedy francuskojęzycznych katolików zamieszkujących południe wyspy Malekula i w początkach istnienia partia sprzeciwiała się natychmiastowemu dążeniu do uzyskania niepodległości państwa Vanuatu, wskazując iż kraj nie był gotowy na zadeklarowanie własnej suwerenności. Dodatkowo zwolennicy partii utrzymywali, że brali udział w tzw. „wojnie kokosowej” w sierpniu 1980. 
W latach 1987–2002 partia nie była reprezentowana w Parlamencie Vanuatu, jednak jej działacze polityczni wspierali centroprawicową Unię Partii Umiarkowanych (UMP), a w następnych latach – Zieloną Konfederację (Ol Grin). 
W 2002 z reprezentantem Namangi Aute (przy Zielonej Konfederacji) w Parlamencie Vanuatu został przewodniczący tej partii – Paul Telukluk, który już wcześniej piastował stanowisko deputowanego jednak jako członek Unii Partii Umiarkowanych. W 2004 i 2008 jedynym reprezentantem partii Namangi Aute nadal pozostawał Paul Telukluk. 
W 2012 tuż przed kolejnymi wyborami do Parlamentu Vanuatu, Namangi Aute weszła w skład nowej ówcześnie koalicji ugrupowań o nazwie Ruch Zjednoczenia na rzecz Zmian (Mouvement de réunification pour le changement). W dniu 22 października 2015 Paul Telukluk został skazany za łapownictwo i korupcję wraz z trzynastoma innymi deputowanymi i tym samym trafił do więzienia. W 2019 Prezydent Vanuatu - Tallis Obed Moses ułaskawił Telukluka ze względu na pogarszający się stan zdrowia byłego deputowanego.

### Program polityczny partii
Partia była lokalnym ugrupowaniem typowo regionalistycznym - za główną swoją działalność uznawała rozwój wyspy Malekula, a także głosiła postulat zredukowania liczby miejsc w Parlamencie Vanuatu do 39 mandatów i oparcie własnej państwowości na prawie zwyczajowym. Swoje poparcie partia uzyskiwała głównie na wyspach Malekula oraz Efate. Współpracowała również z innymi ugrupowaniami na Vanuatu takimi jak: Vanua'aku Pati (VP), Unią Partii Umiarkowanych (UMP), Partią Przyjaciół Melanezji (FMP) i Zieloną Konfederacją (Ol Grin).

### Udział w wyborach do Parlamentu Vanuatu
| Wybory | Liczba mandatów                             | Deputowani |
| ------ | ------------------------------------------- | --- |
| 1979   | 2                                           | Gérard Leymang, Aimé Maléré |
| 1983   | 0                                           | — |
| 1987   | wchodziła w skład Unii Partii Umiarkowanych | Paul Telukluk |
| 1991   | wchodziła w skład Unii Partii Umiarkowanych | Paul Telukluk |
| 1995   | wchodziła w skład Unii Partii Umiarkowanych | Paul Telukluk |
| 1998   | wchodziła w skład Unii Partii Umiarkowanych | Paul Telukluk |
| 2002   | wchodziła w skład Zielonej Konfederacji     | Paul Telukluk został wybrany z listy Zielonej Konfederacji, jednak tuż po wyborach ogłosił swoją przynależność do Namangi Aute. |
| 2004   | 1                                           | Paul Telukluk (piastował stanowisko pierwszego wice-spikera)                                                                    |
| 2008   | 1                                           | Paul Telukluk |
| 2012   | 1                                           | Paul Telukluk – startował w ramach Ruchu Zjednoczenia na rzecz Zmian jako członek Namangi Aute; w 2015 skazany za korupcję      |